# جردن بلفورت
جردن بلفورت (به انگلیسی: Jordan Ross Belfort) (زاده ۱۹۶۲ در برانکس نیویورک) معامله‌گر پیشین سهام آمریکایی است. وی به جرم حیله و فریبکاری در بازار سهام مدت 1 روز زندانی شد. جردن در موقعیت خود به عنوان بنیانگذار استراتن اکمان بود که مرتکب فعالیت‌های غیرقانونی هم شده‌است. استراتن اکمان در تعدادی کلاهبرداری از جمله طرح‌های بالا بردن کاذب قیمت سهم‌های پنی شرکت داشت که این موضوع بزرگ‌ترین جرم وی به حساب می‌آید.
جردن بلفورت با تشویق مردم برای سرمایه‌گذاری بر روی اوراق پر ریسک، درآمد زیادی به دست آورد. شرکت تأسیسی وی، استراتن اوکمان در روزهای طلایی خود قریب به هزار کارمند و یک میلیارد دلار سرمایه در سبد گردان خود داشت، اما طی تحقیقات یک ساله انجمن ملی فروشندگان اوراق بهادر ایلات متحده آمریکا، (MASD) سرانجام جردن بلفورت و دنی پوروش تحت عنوان پولشویی بازداشت شدند.
جردن به شریک بودن در طرح‌های کلاهبرداری سرمایه گذاران، که احتمالاً چیزی بالغ بر ۲۰۰ میلیون دلار به آنها ضرر وارد کرده بود اعتراف کرد. سپس ابتدا به ۴ سال و در نهایت به ۲۲ ماه زندان محکوم شد. جردن بلفورت کتابی با عنوان گرگ وال استریت (The Wolf of Wall Street) از زندگی خود نوشته‌است که بر اساس آن در سال ۲۰۱۳ فیلمی با همین نام (گرگ وال استریت) توسط مارتین اسکورسیزی و با بازی لئوناردو دی کاپریو ساخته شد. پس از آن به عنوان مدرس در حوزه‌های کارآفرینی فعالیت خود را آغاز می‌کند و سیستم کار و فروش مستقیم خود را در کتابی به نام «شیوه گرگ» پدیدآورد که عنوان پرفروش‌ترین کتاب نیویورک تایمز را در مقطعی به خود اختصاص داد.

## زندگی
بلفورت در سال ۱۹۶۲ در منطقه برانکس در شهر نیویورک در یک خانواده یهودی متولد شد. او در بی ساید (bayside)، کوئینز، بزرگ شد. بین تکمیل دوره دبیرستان و شروع دانشکده، بلفورت و  الیوت از فروش یخ ایتالیایی بدست آمده از فوم‌های خنک‌کننده به مردم در یک ساحل محلی ۲۰٬۰۰۰ دلار بدست آوردند. بلفورت پس از فارغ‌التحصیلی از دانشگاه آمریکا با مدرک زیست‌شناسی فارغ‌التحصیل شد.

## کلاهبرداری
جردن در موقعیت خود به عنوان بنیانگذار استراتن اکمان بود که مرتکب فعالیت‌های غیرقانونی شد. استراتن اکمان در تعدادی کلاهبرداری از جمله طرح‌های بالا بردن کاذب قیمت سهم‌های پنی شرکت داشت.
کار شرکت او با تیمی که سرمایه گذاران را تشویق می‌کرد تا پول خود را روی سهم‌های پرریسک سرمایه‌گذاری کنند، بسیار رونق گرفته بود. شرکت استراتن اوکمان در اوج خود نزدیک به ۱۰۰۰ کارمند داشت و کاری کرده بود که سرمایه گذاران بیش از ۱ میلیارد دلار را روی سهم‌های پیشنهادی آنها در شرکت سرمایه‌گذاری کنند!
در طول تاریخِ استراتن اوکمان، انجمن ملی فروشندگان اوراق بهادار (NASD) اقدامات حقوقی مستمر را علیه این شرکت انجام داد. تا سرانجام در سال ۱۹۹۶، شرکت تعطیل شد. در سال ۱۹۹۹، بلفورت و همکارش دنی پوروش به جرم پولشویی و کلاهبرداری در اوراق بهادار متهم شدند.
جردن به شریک بودن در طرح‌های کلاهبرداری سرمایه گذاران، که احتمالاً چیزی بالغ بر ۲۰۰ میلیون دلار به آنها ضرر وارد کرده بود اعتراف کرد! سپس ابتدا به ۴ سال و در نهایت به ۲۲ ماه زندان محکوم شد.

## کتاب جردن بلفورت
وی پس از اینکه از زندان آزاد شد تصمیم گرفت تا زندگی متعادل‌تری را پیش ببرد و خود را به نوعی از فراز و نشیب‌ها دور کند. وی تلاش کرد شیوهٔ سبک زندگی خود را تغییر دهد تا به فردی مفید تبدیل شود. او که به گرگ وال استریت نیز معروف بود کتابی با نام «The way of wolf» را از خود منتشر کرد. این کتاب به زبان فارسی و با عنوان شیوه گرگ نیز ترجمه شده‌است. جردن بلفورت در این کتاب سعی کرده‌است نکاتی بسیار آموزنده و تجربیات خود را در اختیار همگان قرار دهد.
او هم‌اکنون یکی از افراد مهم و یکی از بهترین سخنرانان انگیزشی و آموزگاران حوزه فروش است. همچنین نقدهای بسیار خوبی نسبت به کتاب او شد و این کتاب سرآغازی جدید برای شروع یک زندگی سالم برای جردن بلفورت بود. کتاب او هم‌اکنون یکی از پرفروش‌ترین و بهترین کتاب‌های انگیزشی در سراسر جهان می‌باشد.